# Marwin González
Marwin Javier González (Puerto Ordaz, 14 marzo 1989) è un giocatore di baseball venezuelano, esterno per i New York Yankees della Major League Baseball.

## Carriera

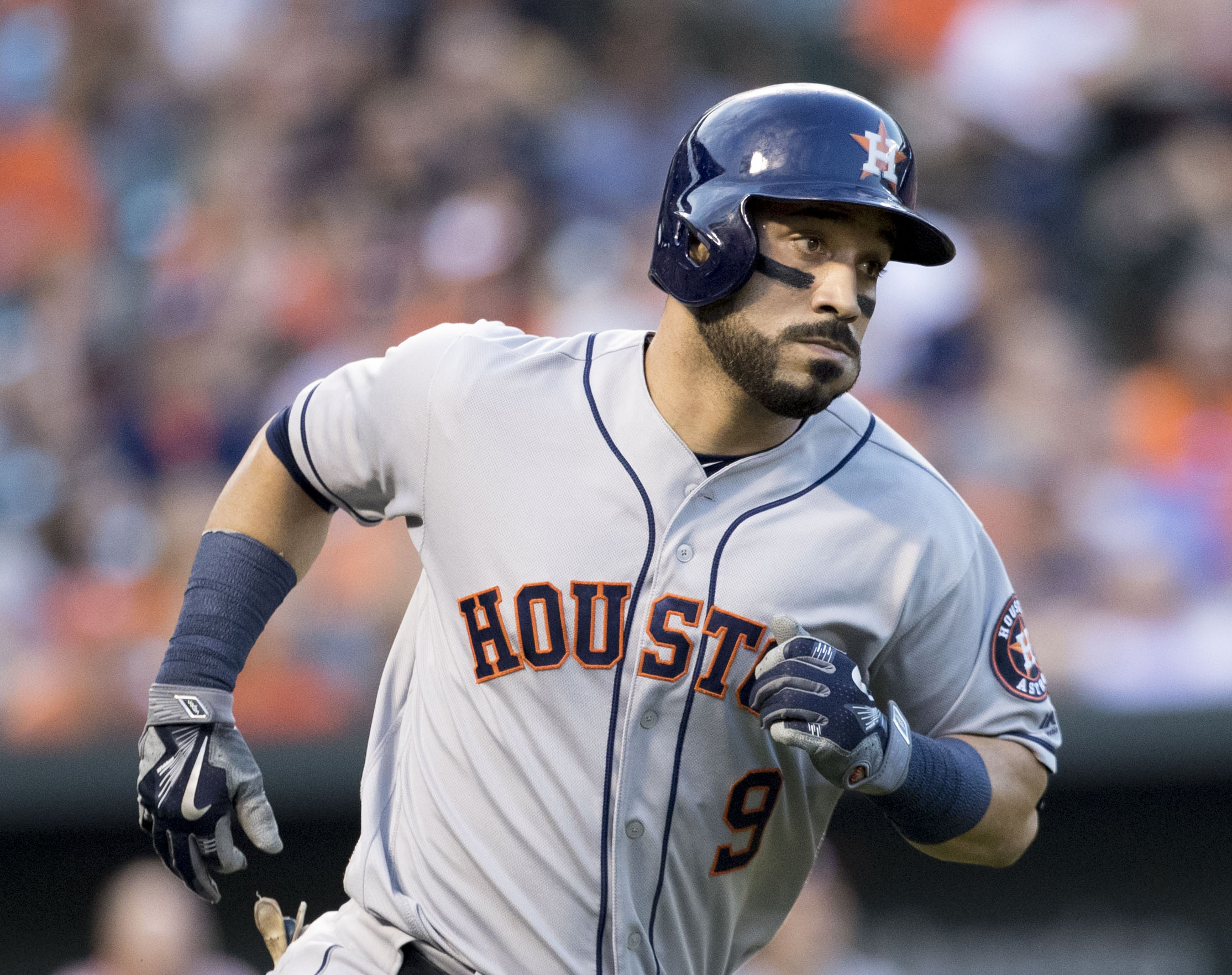
González con gli Astros nel 2016

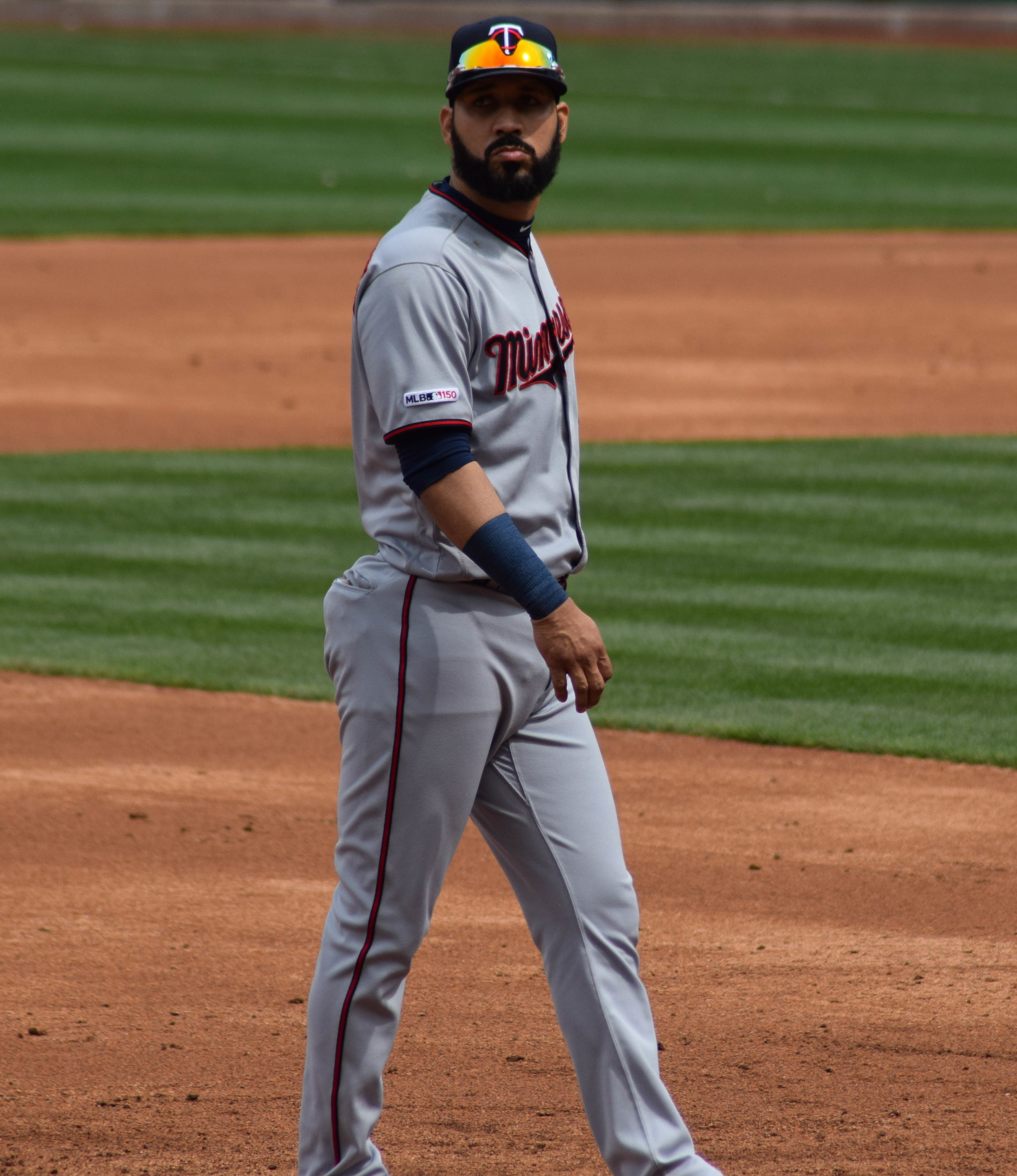
González con i Twins nel 2019

### Inizi e Minor League (MiLB)
González firmò come international free agent con i Chicago Cubs il 23 novembre 2005. Iniziò a giocare nel 2006 nella classe Rookie, sia in Repubblica Dominicana che negli Stati Uniti. Nel 2007 rimase negli USA, giocando nella classe Rookie. Nel 2008 militò nella classe A-breve e nella classe A. Nel 2009 disputò l'intera stagione nella classe A-avanzata. Nel 2010 iniziò la stagione nella classe A-avanzata e venne promosso il 7 maggio nella Doppia-A, dove giocò per il resto della stagione. Nel 2011 giocò nella Doppia-A e nella Tripla-A.
L'8 dicembre 2011, i Boston Red Sox scelsero González dai Cubs durante il Rule 5 Draft, dopo di che lo scambiarono nello stesso giorno con gli Houston Astros per Marco Duarte.

### Major League (MLB)
González debuttò nella MLB il 6 aprile 2012, al Minute Maid Park di Houston contro i Colorado Rockies. Schierato come interbase titolare, apparve in tre turni di battuta senza ottenere risultati degni di nota. Il 7 aprile sempre contro i Rockies, colpì la prima valida, un doppio, segnò il primo punto e subì la prima eliminazione per strikeout. Il 10 aprile contro i Braves, realizzò il primo punto battuto a casa e ottenne la prima base su ball. Il 14 maggio contro i Phillies, venne schierato come sostituto battitore nella parte alta dell'ottavo inning, battendo il suo primo fuoricampo. Concluse la stagione con 80 partite disputate nella MLB e 13 nella Tripla-A.
Il 2 aprile 2013 impedì un perfect game da parte di Yū Darvish dei Texas Rangers con due eliminati nel nono inning. González stabilì un record della Major League battendo i suoi primi 25 fuoricampo con nessun compagno sulle basi. Tale striscia si interruppe il 6 maggio 2016 con Evan Gattis in seconda base.
In gara 2 delle World Series 2017, González batté un fuoricampo nella nona ripresa su lancio del closer dei Los Angeles Dodgers Kenley Jansen, portando il punteggio in parità sul 3–3. Houston vinse poi all'undicesimo inning per 7–6. I Dodgers venivano da un record di 98–0 in stagione quando erano in vantaggio nel nono inning. La serie si concluse con Houston che conquistò il primo titolo in 56 anni di storia in gara 7.
Il 25 febbraio 2019, González firmò un contratto biennale del valore di 21 milioni di dollari con i Minnesota Twins. Divenne free agent a fine stagione 2020.
L'11 febbraio 2021, González firmò un contratto annuale del valore di 3 milioni di dollari con i Boston Red Sox. L'accordo venne annunciato ufficialmente il 24 febbraio. Venne designato per la riassegnazione il 13 agosto e svincolato dalla franchigia il 16 agosto successivo.
Il 27 agosto 2021, González firmò un contratto di minor league con i Houston Astros. Divenne nuovamente free agent a fine stagione.
Il 21 marzo 2022, González firmò un contratto di minor league con i New York Yankees, con invito allo spring training incluso.

## Palmarès
- World Series: 1

Houston Astros: 2017